# Hypersensibilité chimique multiple
 Mise en garde médicale
La Sensibilité Chimique Multiple (SCM) (Multiple chemical sensitivity ou MCS en anglais), est une affection chronique caractérisée par des symptômes attribués à des personnes souffrant à la suite d'expositions de bas niveau de composés chimiques. Les substances les plus couramment citées incluent les produits parfumés, les pesticides, les plastiques, les tissus synthétiques, la fumée, le pétrole et ses dérivés, et les émanations de peinture. Les symptômes sont généralement vagues et non spécifiques, comme la nausée, la fatigue chronique, les vertiges et les migraines, mais incluent aussi communément de l'asthme, des inflammations de la peau, des articulations, des voies gastro-intestinales et des voies respiratoires.
Le National Institute of Environmental Health Sciences définit la sensibilité chimique multiple comme une « maladie chronique et récurrente causée par l'incapacité d'une personne à tolérer un produit chimique ou une classe de produits chimiques. »
La sensibilité polychimique n'est pas reconnue comme un désordre organique causé par des substances chimiques par l'Organisation mondiale de la santé, ni par l'Association médicale américaine, ni par d'autres organisations,. Cependant depuis mars 2012 le parlement européen reconnaît la sensibilité chimique multiple ainsi que l'hypersensibilité électromagnétique et demande à l'O.M.S. d'inclure ces 2 maladies dans la future CIM 11 qui devrait sortir en 2018 après 3 années d'études (révision du classement des maladies par l'OMS).    
L’A N S E S a réalisé une analyse descriptive des données relatives au SIOC   enregistrées sur la période 2001-2021 par le réseau national de vigilance et de prévention des pathologies professionnelles (RNV3P). Le rapport d’expertise et l’avis de l’ANSES ont été publiés sur son site en juillet 2023  .    
L’Espagne reconnaît officiellement l’hypersensibilité chimique multiple  , la condition du « peuple bulle »  comme l'Allemagne (2000), l'Autriche (2001), le Japon (2009), la Suisse (2010) ou le Danemark (2012). Le processus a été réalisé à travers un acte non législatif présenté par la députée Maria del Carmen Quintanilla 
Sans parler de l'étiologie, des personnes présentant des symptômes sévères sont handicapées à cause de leurs ressentis. L'Administration de la sécurité sociale aux États-Unis reconnaît la sensibilité chimique multiple comme une cause d'invalidité à long terme, au cas par cas. 

## Signes et symptômes
Les symptômes de sensibilité chimique multiple peuvent être modérés à invalidants. Ils incluent tout symptôme physique des individus souffrant du syndrome attribués à l'exposition à un produit chimique, dont les parfums. 
Les symptômes les plus courants concernent de beaucoup des plaintes non spécifiques : asthme, migraine, problème de peau et d’essoufflement, fatigue, brain fog (problèmes de mémorisation à court terme, difficulté à se concentrer) et douleurs musculaires. 

## Causes
Le syndrome d’hypersensibilité chimique peut être attribué à une exposition prolongée à des agents chimiques tels que : 
- Les solvants organiques volatils (désodorisants, assainisseurs d’air, produits de nettoyage, lessives, peintures, parfums),
- le monoxyde de carbone,
- le mercure,
- l'hydrogène sulfuré,
- les pesticides...

## Diagnostic
Des consultations existent auprès de médecins dans certains hôpitaux (service des maladies environnementales). Un test est effectué : le Qeesi.

## Traitement
Il n’existe pas de traitement pour guérir ce syndrome.
La seule solution efficace consiste à supprimer les sources chimiques qui déclenchent les symptômes.

## Épidémiologie
Au moins 10 % de la population française serait touchée. Une enquête en 2018 fait état du nombre croissant de personnes affectées par ce syndrome au Canada : 26 % des personnes se déclarent être indisposées par les produits parfumés, contre 3 % en 2002.